# Asmate tschangkuensis
Asmate tschangkuensis là một loài bướm đêm trong họ Geometridae.